# سامح عاشور
سامح محمد معروف عاشور سياسي وحقوقي مصري، ولد في 5 نوفمبر 1953 في مركز ساقلتة في محافظة سوهاج المصرية. وهو رئيس المجلس الاستشاري المصري،  نقيب المحامين المصريين سابقًا لثلاث دورات، من سنة 2001 إلى سنة 2005 ومن سنة 2005 إلى سنة 2008 ومن سنة 2015 حتى مطلع عام 2020، وسبق له أن فاز بعضوية مجلس الشعب المصري عضوًا مستقلًا بين عامي 1995-2000.

## عنه
- خريج كلية الحقوق جامعة القاهرة دفعة 1975
- رئيس اتحاد طلاب كلية الحقوق جامعة القاهرة، 1973 - 1975
- محامي منذ أكتوبر 1975
- عضو مجلس نقابة المحامين، من سنة 1985 حتى 1994
- عضو مجلس الشعب المصري من 1995 حتى 2000
- رئيس مجلس إدارة المعهد العالي للكمبيوتر بسوهاج من سنة 1995 حتى الآن
- نائب رئيس الاتحاد الدولي للمحامين سابقًا
- نائب رئيس اتحاد المحامين الأفارقة سابقًا
- عضو المجلس القومي لحقوق الإنسان ورئيس اللجنة التشريعية سابقًا
- عضو لجنة القطاع القانوني بالمجس الأعلى للجامعات
- عضو لجنة القطاع القانوني بالمجلس الأعلى للثقافة
- عضو بمجلس كلية الحقوق - جامعة القاهرة
- عضو بمجلس كلية الحقوق – جامعة عين شمس
- ناضلَ في كل القضايا القومية والعروبة مناضلا ضد التبعية وضد الصهيونية وضد الاحتلال الأمريكي للعراق

دفع من عمره شهوراً طويلة قضاها في السجون بقرار من الرئيس السادات سنة 1981 عندما دافع عاشور الذي كان ما يزال محامياً شاباً عن استقلال النقابة التي حلَّ الرئيس السادات مجلسها على خلفية الخلاف الشهير حول كامب ديفيد، ولم يخرج سامح عاشور من السجن سوى بعد وفاة الرئيس السادات وصدور قرار من الرئيس حسني مبارك في نوفمبر 1982 بالإفراج عن المعتقلين حيث استقبل عدداً منهم في قصر العروبة كان على رأسهم الكاتب الكبير محمد حسنين هيكل، وكان من بينهم المحامي الشاب – وقتها – سامح عاشور .

## المسيرة النقابية
رغم إخفاق عاشور في انتخابات نقابة المحامين الأخيرة فإن التاريخ يشهد أن تجربته النقابية حقّقت الكثير لمهنة المحاماة ولدور النقابة على المستوى الوطني ولا يعفية ذلك من وجود تقارير من الجهاز المركزي للمحاسبات والمستشار "رفعت السيد" عن شبهات إهدار لأموال النقابة وفساد مالي وإداري.
تميزت سيرتة بكثرة المواقف التصادمية مثل اتهامه في قضايا فساد في النقابة أو مشاكلة مع كثير من المحاميين أمثال "أحمد ناصر" القطب الوفدي ومحامي الإخوان وغيرهم، ورفضه الإشراف الدولي على الانتخابات النيابية. محاولته نقل مقر اتحاد المحاميين العرب في مقابل احتفاظه برئاسته، مشاكل أبنائه مثل اتهام أحد المحامين بأداء امتحانات الدور الثاني بكلية حقوق بيروت بدلا من ابنه.